# Ramiro Osorio
Ramiro Osorio (Ramiro Eduardo Osorio Fonseca) és un gestor cultural colombià, que va ser Ministre de Cultura de Colòmbia, director del Festival Iberoamericà de Teatre de Bogotà, director general del projecte ARTÈRIA, de la SGAE i director del Teatre Major de Bogotà.

## Ministeri
Osorio va ser l'artífex de la redacció i aprovació al Congrés de la Llei General de Cultura de Colòmbia, convertint-se després en el primer Ministre de Cultura del país entre 1997 i 1998, al govern d'Ernesto Samper Pizano, quan l'Institut Colombià de Cultura es va convertir en Ministeri. Li va succeir en el càrrec Alberto Casas Santamaría.

## Altres càrrecs
És Maestro en Lletres Espanyoles de la Universitat de Guanajuato, Mèxic. Maestro i director de Teatre de la Universitat Javeriana, Bogotà i Universitat de Guanajuato, Mèxic. Gestor cultural i director de teatre. Va fundar i va dirigir (amb Fanny Mickey) el Festival Iberoamericà de Teatre de Bogotà, va ser el coordinador general del Govern de Colòmbia en l'Assemblea de Governadors del Banc Interamericano de Desenvolupament (BID) i Director de Cultura i Desenvolupament del mateix organisme amb seu a París. Ha estat consultor de la UNESCO. Ha dirigit el Festival Cervantino de Guanajuato (Mèxic) en el període 2001-2006 i el Festival de Sevilla Entre Culturas (2005-2006). Va presidir la coordinació de cultura de la Secretaria General Iberoamericana (SEGIB), amb seu a Madrid. Va ser ambaixador de Colòmbia a Mèxic en 1994.

## Reconeixements
Ha rebut nombrosos reconeixements entre els quals es troben:
- Ordre d'Isabel la Catòlica en el grau d'Encomienda, Espanya (2006).
- Oficial de la Legió d'Honor de la República Francesa (2000).
- Ordre de la Democràcia en el Grau de Gran Cruz, Colòmbia (1999).
- Doctor Honoris causa de la Universitat Soka de Tòquio (Japó),
- Medalla de l'Institut Colombià de Cultura (1996)
- Ordre de les Arts i de les Lletres de la República Francesa (1993).